# Cristina Patelli
Cristina Patelli (Torino, 16 settembre 1973) è una politica italiana.

## Attività politica
Nel 2014 è eletta consigliere comunale di Ronco Biellese, è riconfermata nel 2019.
Alle elezioni politiche del 2018 è eletta alla Camera dei Deputati nelle liste della Lega per Salvini Premier nella circoscrizione Piemonte 2.